# Finderup
Finderup er en landsby i Midtjylland med 201 indbyggere i byområdet (2015) i Finderup Sogn 10 kilometer sydvest for Viborg. Landsbyen ligger i Region Midtjylland og hører til Viborg Kommune.
Stedet er kendt i Danmarkshistorien for Mordet i Finderup Lade på kong Erik Klipping i kirkeladen den 22. november 1286, begået af blandt andre kongens rigsmarsk Stig Andersen Hvide. Erik Klipping var desuden søn af Margrethe Sambiria (Sprænghest) som var formynder for kongen fra 1259-1264, og i den forstand Danmarks første regerende Dronning Margrethe - ej at forveksle med Margrethe 1. Valdemarsdatter, som regnes som den første regerende dronning Margrethe. 
Finderup Kirke ligger tæt ved Finderup-bunkeren.

## Historie
Finderup bestod indtil 1950'erne af en halv snes gårde og huse samt kirke, præstegård, skole, kro og Brugs. Siden er tilkommet et par mindre villakvarterer, mens skolen, kroen og brugsen er nedlagt.
I vestkanten af byen står mindekorset for mordet på Erik Klipping. Korset er bekostet af digteren Thor Lange og blev afsløret på 605-års dagen for mordet den 22. november 1891. Korset er opsat på det sted, hvor man mente, at mordet fandt sted. På mordstedet blev der i 1300-årene opført et bodskapel, som kongen midt i 1500-tallet gav tilladelse til at nedrive. På det sted, hvor korset står, er der fundet rester af en kirkelignende bygning på ca. 25 x 9 meter.
Nu mener flere, at den oprindelige Finderup Kirke lå her, og at det var den, som blev revet ned i 1500-tallet. Den nuværende Finderup Kirke skulle efter denne teori være det gamle bodskapel. Hvis teorien er rigtig, angiver alterets placering stedet, hvor Erik Klipping blev dræbt.
Før hovedvej 16 fra Viborg til Holstebro blev bygget i 1850'erne, gik vejen gennem Finderup.